# エリック・セヴァライド
アーノルド・エリック・セヴァライド（Arnold Eric Sevareid、1912年11月26日 - 1992年7月9日）は、アメリカ合衆国の作家であり、1939年から1977年までCBSのニュース・ジャーナリストとして活躍した。CBSのエドワード・R・マローに雇われた従軍記者たち（マロー・ボーイズ）の一人であり、第二次世界大戦中の1940年、パリがドイツ軍に占領された「パリ陥落」を最初に報道した人物である。
セヴァライドはマローの跡を継いで13年間、CBSイブニングニュースのコメンテーターとして活躍し、エミー賞やピーボディ賞を受賞した。

## 若年期
セヴァライドは、ノースダコタ州中央部ベルバで1912年11月26日に生まれた。1925年にベルバの銀行が倒産した後、一家は近くのマイノットに移り、その後、ミネソタ州ミネアポリスに移った。ミネソタ大学で政治学を専攻し、1935年に卒業した。
ノルウェーからの移民の子孫であり、生涯を通じてノルウェーとの強い絆を感じていた。
セヴァライドは幼い頃から冒険心にあふれていた。1930年に高校を卒業した数日後、友人のウォルター・ポートとともに、『ミネアポリス・スター』紙がスポンサーとなって、ミネアポリスからハドソン湾のヨーク・ファクトリーまでの探検に出発した。ミネソタ川とその支流のリトルミネソタ川をカヌーでブラウンズバレーまで遡り、トラバース湖までカヌーを担いで陸路で移動し、ボス・デ・スー川を下ってウィニペグ湖につながるレッド川に出た。その後、ネルソン川、ゴッズ川、ヘイズ川を下ってハドソン湾へ、2,250マイル (3,620 km)の旅をした。この旅の様子は1935年に『カヌーイング・ウィズ・ザ・クリー』(Canoeing with the Cree)として出版された。

## 初期のキャリア
セヴァライドが18歳のとき、ミネソタ大学在学中に『ミネアポリス・ジャーナル』紙の記者としてジャーナリズムの世界に入った。ロンドンやパリのソルボンヌ大学に留学し、当地でUP通信社の編集者としても活躍した。その後、『パリ・ヘラルド・トリビューン』紙の編集者を経て、CBSに入社し、パリを拠点とする海外特派員となった。

## 第二次世界大戦
セヴァライドはパリ陥落を報じ、そこからボルドー、ヴィシーへとフランス政府を追いかけていった。その後、フランスを離れ、ロンドンを経て、ワシントンD.C.に赴任した。1942年7月、CBSのワシントン支局長に就任した。

### エドワード・マローとの関係
第二次世界大戦中、セヴァライドはエドワード・マローと共に「マロー・ボーイズ」の一員として、放送の最前線で活躍した。1940年、彼はフランス陥落のニュースを最初に報道した。その直後、彼はマローと一緒にバトル・オブ・ブリテンを報じた。後にセヴァライドは、マローと一緒に仕事をした初期の頃を「マローとのラジオ時代は、まるで若い兄弟のようだった」と懐古している。1977年、CBSでの最後の放送で、セヴァライドはマローのことを「私を見出してくれた人」と呼んだ。

### ビルマでの遭難
1943年8月2日、セヴァライドはC-46輸送機に搭乗してインドのアッサムを出発した。しかし、ビルマ上空を飛行中にエンジントラブルが発生した。当時のビルマでは、連合国による中国への輸送作戦「ザ・ハンプ」の実行中だった。セヴァライドは飛行機からパラシュートで避難する際に、カールス・ジンのボトルを手にしていた。アメリカ陸軍航空軍は、敵軍が間近にいるこの地帯から一行を救助するための捜索救助隊を編成した。セヴァライドに同行していた外交官のジョン・パトン・デイヴィス・ジュニアは、救助隊が到着するまでの間、一行を墜落現場から遠ざけ、危険を回避した。この功績により、デイヴィスは後に大統領自由勲章を受章した。

### ユーゴスラビア
ユーゴスラビアでは、ヨシップ・ブロズ・チトー率いるユーゴスラビア・パルチザンを取材した。

## 戦後のキャリア

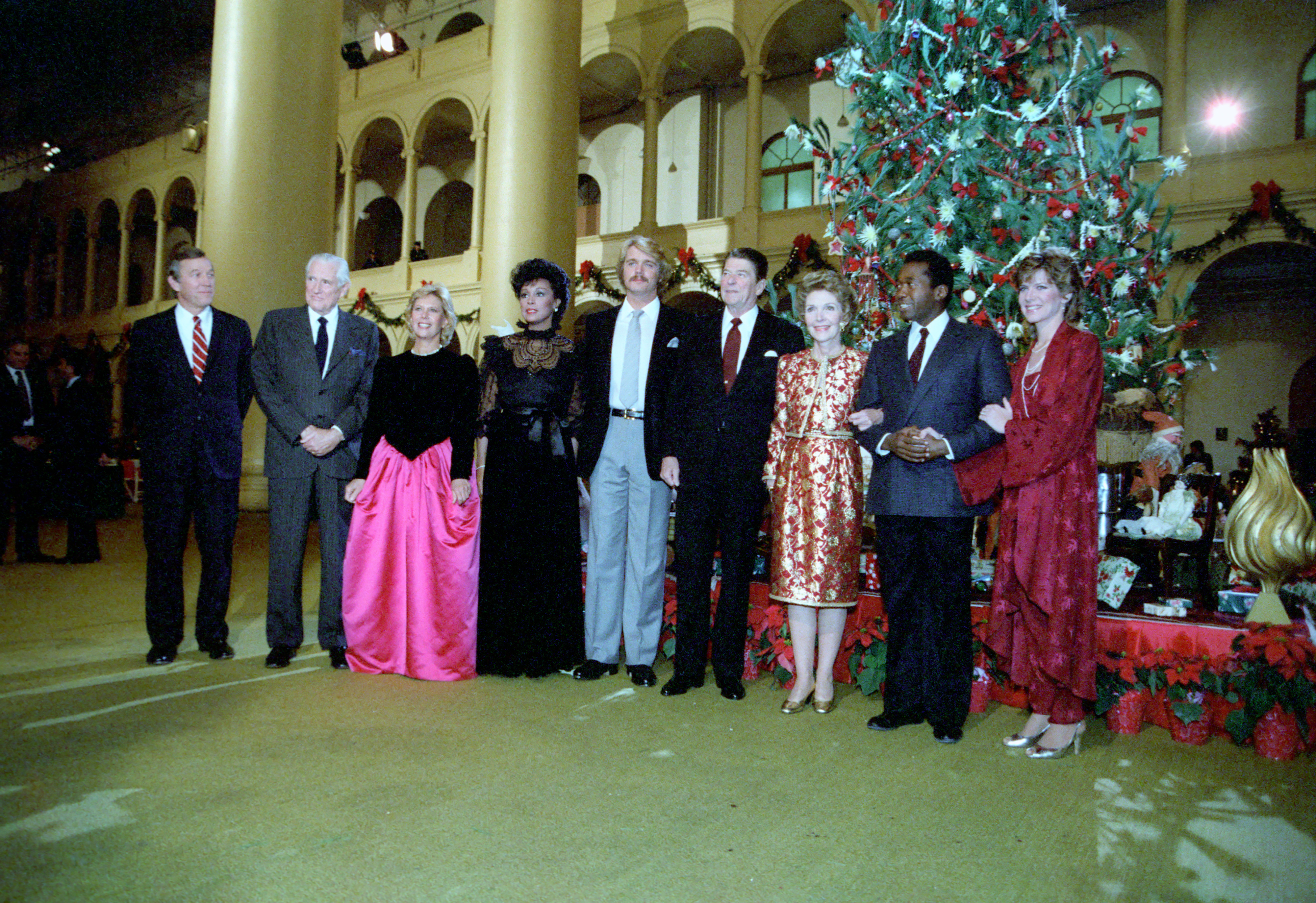
NBCがワシントンD.C.のペンション・ビルディングで行った「クリスマス・イン・ワシントン」の収録の様子。左から、NBCニュースキャスターのロジャー・マッド、CBSニュースレポーターのエリック・セヴァライド、女優のデビー・ブーン、女優のダイアン・キャロル、俳優・ミュージシャンのジョン・シュナイダー、ロナルド・レーガン大統領、ナンシー・レーガン大統領夫人、俳優のベン・ヴェリーン、エンターテイナーのダイナ・ショア。

セヴァライドは戦後もCBSに勤務した。1942年6月27日からは、CBSで自分の名前を冠したニュース番組『エリック・セヴァライド・アンド・ザ・ニュース』が始まった。この番組は土日の8時55分（東部標準時）から5分間放送された。1946年には、国際連合創設の様子を報道した後、"Not So Wild a Dream"（ミズーリ大学出版局、1946年）を執筆した。このタイトルは、ノーマン・コーウィンのラジオドラマ"On a Note of Triumph"の最後の一節から取られたものである。この本は、世界恐慌を経て第二次世界大戦の恐怖に直面した世代のアメリカ人の人生に関する主要な資料の一つとなり、1976年に出版された後に11回の増刷が行われた。同書の中で、セヴァライドは次のように書いている。「この最近の世代にアメリカ人として生まれ、生きてきたことは、幸運なタイミングであった。古代ローマ以来の世界で唯一の報道本部となったワシントンでジャーナリストになれたのは幸運だった。しかし、我々はローマ人ではない。世界はあまりにも大きく、あまりにも変化に富んでいる」
セヴァライドは、自分はまず作家であると考えており、マイクの前では不安を感じ、テレビではさらに不安を感じていた。それでもなお、戦後数十年にわたり、CBSニュースのテレビ番組で幅広く活躍した。1950年代の半ばから終わりにかけて、セヴァライドはCBSのニュース番組『コンクエスト』の司会者兼記者としてテレビに出演した。また、1946年から1954年までCBSワシントン支局長を務め、ジョセフ・マッカーシーの反共主義戦術を早くから批判してきた。

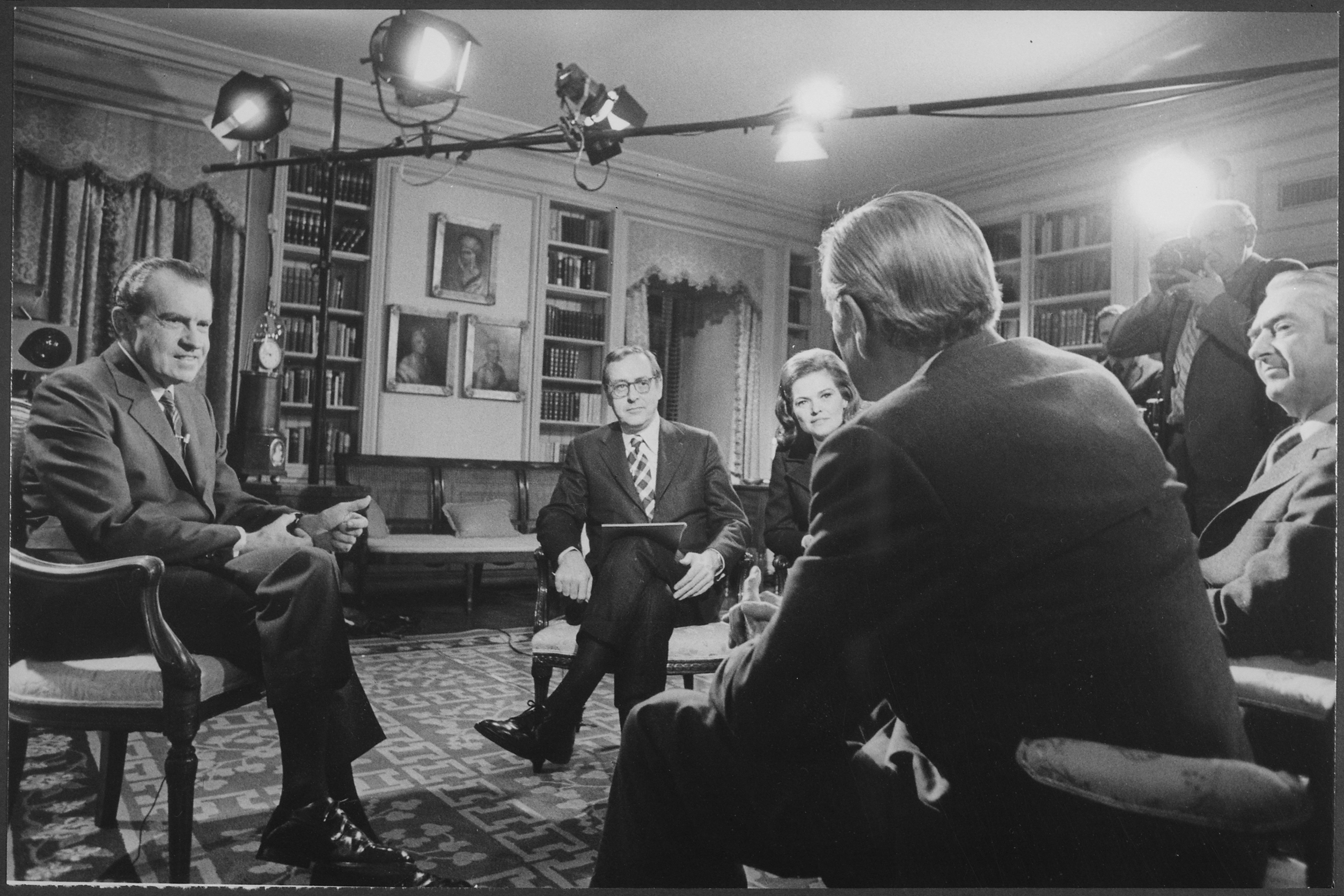
"A Conversation With the President"（1970年）でホワイトハウスにおいてリチャード・ニクソン大統領にインタビューするセヴァライド。

### FBIによる捜査
1996年に機密解除されたFBIの内部文書によると、1940年代から1950年代前半にかけて、FBIはセヴァライドの報道や活動に積極的に関心を寄せていた。1953年3月に発行された"Security Information"という文書は、1940年代のセヴァライドの活動を記録したいくつかの文書のうちの一つである。これは、1941年にミネソタ大学在学中のセヴァライドが、共産主義者と関係を持ったとされる根拠のない報道について言及したものである。また、同学の学内新聞の発行に関わっていた際に、予備役将校訓練課程(ROTC)に反対するキャンペーンに積極的に参加していたとも書かれている。大統領令9835号によって共産主義組織に指定されていた反ファシスト難民合同委員会が開催した授賞式に、セヴァライドが参加したことも記されている。このファイルには、1945年5月17日付の『ピープルズ・ワールド』紙の記事が掲載されており、そこにはセヴァライドが同委員会の宴会でスピーチをする予定であると書かれていた。FBIは『ピープルズ・ワールド』紙を「西海岸の共産主義新聞」と呼び、その報道の中でセヴァライドはラジオのコメンテーターとして認識されていたと主張している。
FBIのファイルにある1945年5月19日の「新聞記者フォーラム」の情報によると、「ザ・フリー・プレス」がカリフォルニア労働者学校で開催され、セヴァライドも参加したという。トム・C・クラーク司法長官は、1948年の2つの報告書において、カリフォルニア労働者学校を「破壊的で共産主義的な組織」と呼んだ。このファイルには、1947年に下院非米活動委員会に出廷したハリウッドの有名人を支援するための資金を調達した人物の中に、セヴァライドも名前を連ねていたという情報も含まれていた。FBIが受け取ったセヴァライドによる共産主義活動とされる情報は、「他の政府機関の代表者」から提供されたもので、FBIの調査によって確認されたことはなかった。
FBIのファイルに含まれていた情報は、セヴァライドがCBSのニュース番組『レポート・トゥー・ザ・ネイション』のアンカーを務めていた1953年3月に流布した。FBIが特に関心を持ったのは、同年3月8日に放送された、相互安全保障本部長官ハロルド・スタッセンへのインタビューであった。FBIは、セヴァライドの「不誠実な」活動を記録した情報を集めていた。
FBIの文書によると、1953年4月までにFBIはセヴァライドの活動についてより広範な調査を開始する理由を見つけられなかった。

### ヨーロッパ特派員
1959年から1961年にかけて、セヴァライドはCBSのヨーロッパ特派員を務めた。その間、『CBSレポーツ』で報告をし、"Town Meeting of the World"、"The Great Challenge"、"Where We Stand"、"Years of Crisis"など多くのCBSの番組で司会を務めた。また、1948年から引退する前年の1976年まで、全ての大統領選挙のCBS報道に出演していた。

### アドレー・スティーブンソンの最後のインタビュー
この時期のセヴァライドの最大のスクープは、1965年、死の直前のアドレー・スティーブンソンに独占インタビューしたことである。このインタビューはCBSでは放送されず、『ルック』誌に掲載された。しかし、セヴァライドが世界中の視聴者に親しまれるきっかけとなったのは、ニュース解説（シンクピース）だった。

### 『CBSイブニングニュース』
1963年11月22日、セヴァライドはCBSテレビのウォルター・クロンカイトと共に、ジョン・F・ケネディ大統領の暗殺と、新大統領リンドン・ジョンソンの前途について解説した。1964年から1977年に引退するまで、クロンカイトがキャスターを務める「CBSイブニングニュース」で2分間の番組を担当したことから、セヴァライドは "The Grey Eminence"と呼ばれるようになった。
コメンテーターとして長く活躍した彼の番組は、エミー賞とピーボディ賞の両方を受賞した。1987年には「テレビの殿堂」に殿堂入りした。
セヴァライドが持つ偏見が原因で彼に対する激しい反対意見を持つ人もおり、セヴァライドの意見に反対する人たちは、セヴァライドのことを"Eric Severalside"とあだ名した。セヴァライド自身も自分の偏見を認識しており、年を重ねるにつれて、外交政策では保守的に、国内政策ではリベラルになる傾向が出てきたと語っていた。
セヴァライドのニュース解説は、当時の重要な問題の多くに触れている。1966年に南ベトナムを訪れた際には、「戦争を長引かせるのは賢明ではなく、アメリカは交渉による解決を目指す方が良い」とコメントしている。またセヴァライドは、『エリック・セヴァライドとの会話』(Conversations with Eric Sevareid)によって、マローの『パーソン・トゥー・パーソン』から続くCBSのインタビュー番組の伝統を引き継いだ。この番組では、西ドイツのヴィリー・ブラント首相や小説家のレオ・ロステンなどの有名なニュースメーカーにインタビューを行った。これのパロディとして、ピーター・ユスティノフ演じるジョージ3世と"The Last King in America"と題して対談したこともある。

## 私生活
セヴァライドは1935年にロイス・フィンガー(Lois Finger)と結婚した。CBSの戦争特派員としてパリに駐在していた1940年4月25日、双子の息子、ピーターとマイケルが生まれた。ロイスとは1962年に離婚した。
1963年にベレン・マーシャル(Belen Marshall)と再婚した。ニューヨーク支局でコメンテーターをしていたときの1964年9月25日、クリスティーナという娘が生まれた。ベレンとは1974年に離婚した。
1979年にスザンヌ・サンピエール(Suzanne St. Pierre)と再婚した。

## 死去
セヴァライドは1992年7月9日、胃癌のため79歳でワシントンD.C.において死去した。

## 大衆文化において
セヴァライドは、『ライトスタッフ』、『最後の勝利者』、『ジグソーマン』、『カウントダウン・トゥー・ルッキング・グラス』などの映画やテレビドラマにおいて自分自身の役で出演した。テレビドラマ『タクシー』では、トニー・ダンザが演じるキャラクターの妄想に登場する自分自身を演じている。シットコム『メアリー・タイラー・ムーア・ショウ』のエピソード「父の日」では、テッド・バクスターがセヴァライドを行方不明の父親だと空想している。それ以降、登場人物がテッドをセヴァライドと間違えるというギャグが何度も使われている。

## 受賞歴

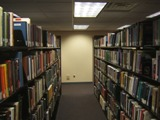
ミネソタ大学のセヴァライド文庫の一部

- 1950年、1964年、1976年: ピーボディ賞[24]
- 1954年: アルフレッド・I・デュポン・コロンビア大学賞（英語版）[25]
- 1964年: ノースダコタ州 ラフ・ライダー賞（英語版）[26]
- 1965年: ニューヨーク新聞ギルド ページワン賞
- 1977年: ラジオ・テレビ・デジタル・ニュース協会（英語版） ポール・ホワイト賞[27]
- ニュース&ドキュメンタリー・エミー賞[28]
  - 1955年: 最優秀ニュース記者・コメンテーター
  - 1958年: 最優秀ニュース解説者
- 1993年: スカンジナビア系アメリカ人の殿堂（英語版）殿堂入り[29]

2007年10月5日、アメリカ合衆国郵便公社は、20世紀を代表する5人のジャーナリスト、マーサ・ゲルホーン、ジョン・ハーシー、ジョージ・ポーク、ルーベン・サラサール、エリック・セヴァライドの郵便切手を2008年4月22日に発行することを発表した。

## 著作物
- Canoeing with the Cree, 1935, reprinted 1968 ISBN 0-87351-152-2
- Not So Wild a Dream (autobiography), 1946, reissued 1976 ISBN 0-8262-1014-7
- In One Ear: 107 Snapshots of Men and Events which Make a Far-Reaching Panorama of the American Situation at Mid-Century (essays), Knopf, 1952.
- Small Sounds in the Night: A Collection of Capsule Commentaries on the American Scene, Knopf, 1956.
- This is Eric Sevareid (essays), McGraw, 1964.
- (With Robert A. Smith) Washington: Magnificent Capital, Doubleday, 1965.
- (With John Case) Enterprise: The Making of Business in America, McGraw-Hill, 1983.